# Madonna col Bambino in gloria con i santi Girolamo, Francesco d'Assisi e Antonio Abate
La Madonna col Bambino in gloria con i santi Girolamo, Francesco d'Assisi e Antonio Abate è un dipinto a olio su tela (255x185 cm) del Moretto, databile al 1543 circa e conservato nella Pinacoteca di Brera di Milano.

## Storia
La grande pala fu eseguita per la chiesa di Santa Maria degli Angeli a Gardone Val Trompia. Con le requisizioni napoleoniche del 1808 pervenne a Brera.
Viene in genere datata su base stilistica, attribuendola alla piena maturità dell'artista, come dimostra la cromia argentea e traslucida.

## Descrizione e stile
L'apparizione di Maria in gloria di cherubini avviene in una nube luminosa nella parte alta del dipinto, incorniciata da due pilastri (uno rotto, di gusto archeologico). Essa tiene un piede sulla mezzaluna, legato alla descrizione nell'Apocalisse di Giovanni.
In basso, davanti a un parapetto su cui è steso un tappeto, si vedono i santi Girolamo, Francesco d'Assisi e Antonio abate disposti simmetricamente, con al centro in posizione preminente Francesco.
Girolamo è in ginocchio, e impugna la pietra con cui soleva battersi il petto in segno di penitenza; Francesco ha il saio francescano e le stimmate; Antonio è curvo sul bastone e tiene la campanella con cui, durante il suo eremitare, chiamava aiuto per il cibo.
Lo schema è di evidente derivazione veneziana, aggiornato però alla sensibilità propria del pittore, con la sua tavolozza schiarita e fredda, effetti di virtuosismo e un vibrante modellato, evidenziato dal chiaroscuro intenso.